# بوبي هويل
بوبي هويل (بالإنجليزية: Bobby Howell)‏ هو سياسي أمريكي، ولد في 23 ديسمبر 1941 في وينونا في الولايات المتحدة. حزبياً، نشط في الحزب الجمهوري. وقد انتخب عضو مجلس نواب مسيسيبي.